# Pasadur
Pasadur – wieś w Chorwacji, w żupanii dubrownicko-neretwiańskiej, w gminie Lastovo. W 2011 roku liczyła 100 mieszkańców.